# Kuröds skalbankar
Kuröds skalbankar är ett naturreservat i Uddevalla kommun i Bohuslän. 
Kuröds skalbankar bildades som naturreservat 2010 genom utökning och sammanslagning av naturreservaten Bräcke, Kuröd och Samneröd. Det är nu 40 hektar stort och beläget i östra delen av tätorten Uddevalla.
Inom reservatet finns skalbankar med skalrester från mer än 100 marina arter av ryggradslösa djur. Även skelettdelar av fiskar och valar har hittats. Dessa skalhögar bildades för ca 10 000 – 11 000 år sedan när området var täckt av havet. Detta skalgrus gynnar en artrik och ovanlig kalkpåverkad flora. Detta gynnar i sin tur många insekter, inte minst dagfjärilar. Där kan man finna växter som grådådra, trollsmultron, kalkdån, åkerkulla, färgkulla, liten blåklocka, prästkrage och blåeld. Flygande insekter som silversmygare, mindre blåvinge och bredbrämad bastardsvärmare finns i reservatet. Skogsduva och mindre hackspett, göktyta och törnskata kan ses inom området.     
Naturreservatet har bildats för att bevara resterna av avlagringarna. Stora delar hade blivit exploaterade innan skalbanksområdena skyddades, bland annat för användning som fyllnadsmaterial och till hönsfoder. Där finns ett litet museum, Skalbanksmuseet, där man kan lära sig mer om skalgrusbankarna.